# Saint-Paul-de-Vern
Saint-Paul-de-Vern település Franciaországban, Lot megyében. Lakosainak száma 174 fő (2022. január 1.). Saint-Paul-de-Vern Bannes, Frayssinhes, Ladirat, Latouille-Lentillac, Molières, Saint-Céré és Saint-Vincent-du-Pendit községekkel határos.

## Népesség
A település népessége az elmúlt években az alábbi módon változott:
| Lakosok száma | 204  | 165  | 167  | 151  | 189  | 183  | 181  | 176  | 175  | 174  |
|               | 1968 | 1982 | 1990 | 2006 | 2013 | 2015 | 2017 | 2019 | 2020 | 2022 |